# Sybra geminata
Sybra geminata là một loài bọ cánh cứng trong họ Cerambycidae.